# Cold Spring Harbor (album)
Cold Spring Harbor is een album van Billy Joel uit 1971.
Bij uitkomen verkocht het album slecht en pas na het grote succes van de opvolger, Piano Man, uit 1973 werd ook dit album verkocht. Het album is vernoemd naar het gehucht Cold Spring Harbor, gelegen in New York dichtbij waar Joel destijds woonde.
Bij het masteren van het album is een fout gemaakt, waardoor alle nummers iets te snel opgenomen zijn en Joels stem wat hoger uitgevallen is. Volgens Joel leek zijn stem op die van Alvin and the Chipmunks. Van het album zijn twee singles verschenen: She's Got a Way en Nocturne. Nocturne wist de Tipparade te halen en plek 27 in de Billboard Hot 100. She's Got a Way werd pas een succes nadat het als live-versie was opgenomen voor het album Songs in the Attic uit 1981.

## Tracklijst
Alle nummers zijn geschreven door Billy Joel.
| Nr. | Titel                   | Duur |
| --- | ----------------------- | ---- |
| 1.  | She's Got a Way         | 2:50 |
| 2.  | You Can Make Me Free    | 2:59 |
| 3.  | Everybody Loves You Now | 2:49 |
| 4.  | Why Judy Why            | 2:58 |
| 5.  | Falling of the Rain     | 2:38 |

| Nr. | Titel                  | Duur |
| --- | ---------------------- | ---- |
| 6.  | Turn Around            | 3:06 |
| 7.  | You Look So Good to Me | 2:29 |
| 8.  | Tomorrow Is Today      | 4:40 |
| 9.  | Nocturne               | 2:46 |
| 10. | Got to Begin Again     | 2:52 |